# روبرت ثورستون
روبرت ثورستون (بالإنجليزية: Robert Thurston)‏ (1936)؛ كاتِب ومؤلِّف وروائي أمريكي.